# Sân bay Biltine
Sân bay Biltine (ICAO: FTTE) là một sân bay ở thành phố Biltine, Wadi Fira, Tchad.